# Кантри вне закона
«Кантри вне закона», или аутло-кантри (англ. outlaw country) — поджанр американской кантри-музыки, созданный небольшой группой исполнителей, работавших в 1970-х и начале 1980-х годов. Они боролись за творческую свободу и добились её за пределами Нэшвилла, который диктовал звучание большей части кантри-музыки той эпохи. Вилли Нельсон, Уэйлон Дженнингс, Крис Кристофферсон были наиболее коммерчески успешными участниками движения.
Для стиля «кантри вне закона» характерно сочетание рок- и фолк-ритмов с интроспективными текстами, а также возвращение к таким более ранним жанрам, как вестерн, хонки-тонк, рокабилли.

## История
Звучание «кантри вне закона» уходит корнями в блюз, хонки-тонк 1940-х и 1950-х годов, рокабилли 1950-х годов и развивающийся жанр рок-н-ролла.
На первых исполнителей этого стиля сильнее всего повлияли Боб Уиллс, Хэнк Уильямс, Элвис Пресли и Бадди Холли. Оформление стиля началось после того, как Уэйлон Дженнингс и Вилли Нельсон смогли получить права на запись своих произведений, начали работать с продюсерами и студийными музыкантами, которых предпочитали сами, а в также начали отходить от «нэшвиллского» звучания.
1960-е годы были десятилетием огромных перемен, которые отразились в музыке того времени. The Beatles, Брайан Уилсон, Боб Дилан, The Rolling Stones и многие другие, кто последовал их примеру, отказались от традиционной роли исполнителя. Они писали свой материал, вносили творческий вклад в собственные альбомы и отказывались соответствовать требованиям общества. 
Предшественником андеграунда была движение битников, существовавшее с конца 1940-х до середины 1960-х годов. Участники обоих движений подчёркивали, что чувствовали себя «не на своём месте» в обществе. 
При этом кантри-музыка превращалась в шаблонный жанр, который, казалось, предлагал высшим кругам общество то, что они хотели. Такие исполнители, как Портер Вагонер и Долли Партон, создавали музыку, звучащую как анафема для развивающейся контркультуры. 
В то время как Нэшвилл оставался центром мейнстрима кантри-музыки, Лаббок и Остин стали творческими центрами аутло-кантри. Сильное влияние на движение кантри-музыки оказал и южный рок, это звучание и стиль записи были сосредоточены в Масл-Шолс, штат Алабама. Также с традиционным нэшвиллским звучанием контрастировало бейкерсфилдское звучание запада США, а продолжавшийся культурный бунт породил еще и жанр фьюжн-кантри-рока.